# Seminars in Reproductive Medicine
Seminars in Reproductive Medicine, abgekürzt Semin. Reprod. Med., ist eine wissenschaftliche Fachzeitschrift, die vom Thieme-Verlag veröffentlicht wird. Derzeit erscheint die Zeitschrift mit sechs Ausgaben im Jahr. Es werden Übersichtsarbeiten veröffentlicht, die sich mit Fragen der menschlichen Reproduktion beschäftigen.
Der Impact Factor lag im Jahr 2014 bei 2,352. Nach der Statistik des ISI Web of Knowledge wird das Journal mit diesem Impact Factor in der Kategorie Geburtshilfe und Gynäkologie an 22. Stelle von 79 Zeitschriften und in der Kategorie Reproduktionsbiologie an 16. Stelle von 30 Zeitschriften geführt.